# Vlag van Trondheim

Vlag van de gemeente Trondheim

De vlag van Trondheim bestaat uit een rood veld en een gele roos van Trondheim in het midden. De vierbladige hondsroos is de officiële bloem van de stad en de gestileerde vorm is verwant aan de Tudorroos.
In middeleeuwse bronnen komt de bloem onder andere voor als symbool voor Olaf II. Deze bloem is minstens sinds de 16e eeuw gebruikt als symbool van de stad. De bloem is het vroegst bewaard gebleven in het zegel van het kerkkapittel van Trondheim dat in de 16e eeuw werd gebruikt. In de 17e eeuw werd het op een groen veld gebruikt in het vaandel van de burgerwacht van de stad. De bloem werd ook gebruikt als symbool van verschillende gilden, zoals de metselaars, bakkers, goudsmeden en smeden. In de 18e eeuw verving de bloem de drie hoofden in de zegel van Trondheim. Het idee van de roos als symbool van Trondheim is mogelijk ontstaan door een verkeerde interpretatie van de laatste lettergreep van de oude naam Nidaros.
De meeste Noorse gemeenten hebben een vlag van hun respectievelijke wapenschilden als vlag. Trondheim heeft geen modern heraldisch wapenschild, maar een zegel dat ongeschikt is als wapenschild, een gele "Trondheimse roos" op een rood veld, werd gekozen voor de vlag van Trondheim. De ontwerper van de vlag was professor Arne E. Holm, wiens voorstel op 26 mei 1989 door de gemeenteraad werd goedgekeurd en hetzelfde jaar bij koninklijk besluit werd bevestigd.

## Verwante afbeeldingen

Wapen van Trondheim